# Busto de Bureba
Busto de Bureba ist Dorf mit nur noch 143 Einwohnern (Stand: 2024) in der Comarca La Bureba im Osten der Provinz Burgos innerhalb der autonomen Gemeinschaft von Kastilien-León in Spanien.

## Lage und Klima
Der Ort Busto de Bureba liegt in einer Höhe von ca. 707 m etwa 57 Kilometer nordwestlich der Provinzhauptstadt Burgos. Das Klima ist gemäßigt bis warm; der für spanische Verhältnisse reichliche Regen (ca. 705 mm/Jahr) fällt – mit Ausnahme der eher trockenen Sommermonate – übers Jahr verteilt.

## Bevölkerungsentwicklung
| Jahr      | 1970 | 1981 | 1991 | 2001 | 2011 | 2021 |
| Einwohner | 572  | 457  | 332  | 216  | 193  | 138  |

Die seit den 1950er Jahren deutlich gesunkenen Einwohnerzahlen sind als Folge der Mechanisierung der Landwirtschaft und der Aufgabe bäuerlicher Kleinbetriebe zu sehen.

## Wirtschaft
Das Gebiet der Comarca La Bureba ist schon seit alters her ein Weizenanbaugebiet, aber auch Sonnenblumen und Leguminosen werden ausgesät. 

## Sehenswürdigkeiten
- Martinskirche (Iglesia de San Martín Obispo)
- Einsiedelei Unser Lieben Frau der Jungfrau von Mediavilla (Ermita de Nuestra Señora la Virgen de Mediavilla)

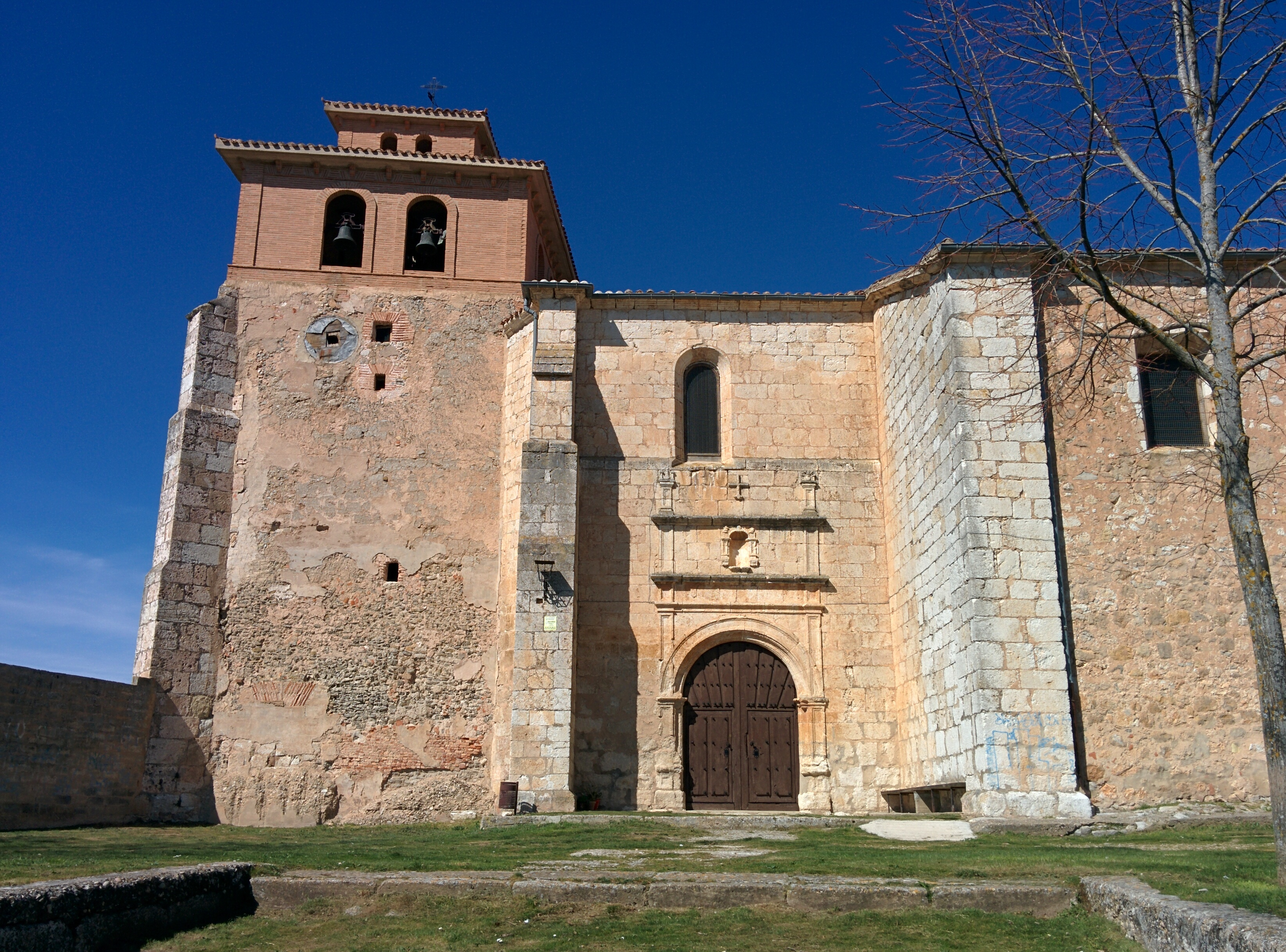
Martinskirche
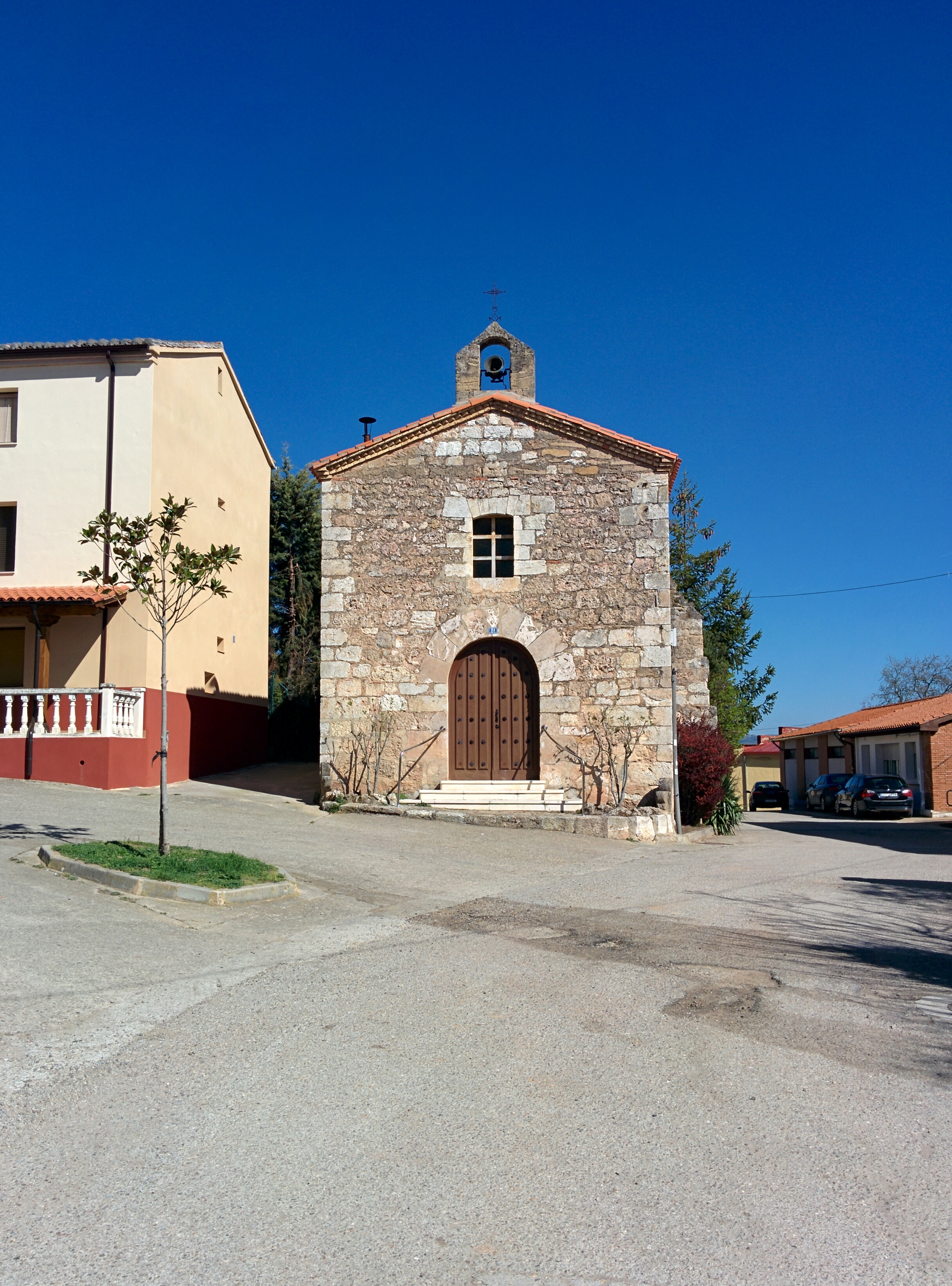
Einsiedelei